# Kevin Tan
Kevin Tan (förenklad kinesiska: 谭凯文; traditionell kinesiska: 譚凱文; pinyin: Tán Kǎiwén), född den 24 september 1981 i Fremont, Kalifornien, är en amerikansk gymnast.
Han tog OS-brons i lagmångkampen i samband med de olympiska gymnastiktävlingarna 2008 i Peking.